# فيك أش
فيك أش (بالإنجليزية: Vic Ash)‏ هو موزع أمريكي، ولد في 9 مارس 1930 في لندن في المملكة المتحدة، وتوفي في 24 أكتوبر 2014.

## وصلات خارجية
- فيك أش على موقع IMDb (الإنجليزية)
- فيك أش على موقع ميوزك برينز (الإنجليزية)
- فيك أش على موقع أول ميوزيك (الإنجليزية)
- فيك أش على موقع ديسكوغز (الإنجليزية)